# سالومه (اپرا)

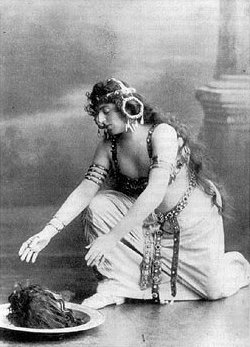
آلیس گوشالِویچ در نقش سالومه، ۱۹۱۰

سالومه، اثر شماره ۵۴، اپرایی در یک پرده اثر ریشارد اشتراوس است. این اثر از نمایشنامهٔ سالومه نوشتهٔ اسکار وایلد در ۱۸۹۱ الهام گرفته شده و لیبرتوی آن را هدویگ لاخمان از زبان فرانسه به آلمانی برگردانده است.
اپرا اولین بار در ۹ دسامبر ۱۹۰۵ در تالار اپرای درسدن به اجرا درآمد و تا سال‌ها موضوع بحث و جنجال‌های پرتنش بود.

## خلاصه

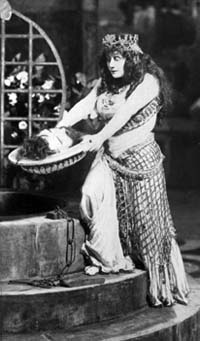
بخشی از نمایش سالومه (اپرا)

زمان و مکان: تراس بزرگ کاخ هیرودیس آنتیپاس در زمان سلطنتش.

### صحنهٔ اول
در کنار سربازان دیگر، نارابوت از تراس کاخ هیرودیس به سالن ضیافت سالومه خیره شده؛ او عاشق سالومه است و او را می‌پرستد. پیشخدمتی به نارابوت هشدار می‌دهد که اینطور به شاهزاده خانم نگاه نکند، چراکه ممکن است اتفاق وحشتناکی رخ دهد. یوحنای معمدان را به دلیل محکوم کردن ازدواج هیرودیس با همسر برادر مرده‌اش، هیرودیاس در آب‌انبار اسیر کرده‌اند و او پیوسته از آنجا پیشگویی می‌کند.

### صحنهٔ دوم
سالومه از سالن مهمانی به تراس می‌گریزد؛ که ناگهان درمی‌یابد یوحنا به مادرش، هرودیاس ناسزا می‌گوید و کنجکاویش برانگیخته می‌شود. نگهبانان به دستورهای تحقیرآمیز او مبنی بر ملاقات یوحنا وقعی نمی‌گذارند، بنابراین او با عشوه‌گری نارابوت را وامی‌دارد تا یوحنا را به نزد او بیاورد. نارابوت با وجود دستور از هیرودیس به او لبخند می‌زند و تسلیم می‌شود.

### صحنهٔ سوم
یوحنا از آب‌انبار بیرون می‌آید و پیشگویی‌های خود را در مورد هیرودیس و هیرودیاس از سر می‌دهد تا وقتی که به مادر سالومه اشاره می‌کند اما هیچ‌کس جز سالومه متوجه نمی‌شود. با دیدن یوحنا، سالومه را اشتیاق شدیدی نسبت به او پر می‌کند؛ پوست روشن او را می‌ستاید و می‌خواهد که لمسش کند، اما وی او را رد می‌کند. سپس موهای مشکی او را تمجید می‌کند و دوباره خواهان لمس آن است، اما بار دیگر رد می‌شود. او سپس از لب‌های یوحنا درخواست بوسه می‌کند و نارابوت که طاقت شنیدن این حرف را ندارد خود را می‌کشد. در راه بازگشت به حبس، یوحنا موعظه‌کنان نجات را از طریق مسیح وعده می‌دهد.

### صحنهٔ چهارم
هیرودیس و پس از او همسرش وارد دربار می‌شوند. پای هیرودیس در خون نارابوت می‌لغزد و دچار وهم شده و صدای ضربهٔ باد را می‌شنود. او با وجود مخالفت‌های هیرودیاس با شهوت به سالومه خیره شده که او را رد می‌کند. یوحنا هرودیاس را از چاه آزار می‌دهد و او را به جهت ازدواج با محارم گناهکار می‌خواند. او از هیرودیس می‌خواهد که او را ساکت کند. هیرودیس امتناع می‌کند و هرودیاس او را به خاطر ترسش دست می‌اندازد. پنج یهودی در مورد ذات خدا گفتگو می‌کنند. دو ناصری از معجزات مسیح می‌گویند. آنها به زنده‌کردن دختر یایروس از مردگان اشاره‌ای میگنند که هیرودیس آن را ترسناک می‌یابد.
هیرودیس از سالومه می‌خواهد که با او غذا بخورد و با او بنوشد؛ که با بی حوصلگی، دو بار امتناع می‌کند و می‌گوید که نه گرسنه است و نه تشنه. سپس التماس می‌کند که برای او برقصد؛ سالومه با وجود مخالفت مادرش قبول می‌کند. هیرودیس به او قول می‌دهد که به هر آرزوی قلبی او پاداش دهد حتی اگر نیمی از پادشاهی او باشد. سالومه پرس و جو می‌کند و هیرودیس قسم می‌خورد که به قولش احترام بگذارد.
سالومه برای «رقص هفت نقاب» آماده می‌شود. در ارکستراسیون رقص بسیار شرقی اجرا می‌شود و سالومه به آرامی هفت حجاب خود را برمی‌دارد، تا اینکه برهنه پیش پای هیرودیس دراز می‌کشد. سالومه سر پیامبر را در یک سینی نقره‌ای طلب می‌کند. مادرش از خوشحالی قهقهه می‌زند. هیرودیس سعی می‌کند با پیشنهاد جواهر، طاووس و نقاب مقدسِ معبد او را منصرف کند. سالومه در خواست خود برای سر یوحنا ثابت قدم می‌ماند و هیرودیس را مجبور می‌کند که خواستهٔ او را بپذیرد. پس از یک مونولوگ از روی استیصال، جلادی سر بریده را از چاه بیرون آورده و تحویل می‌دهد. سالومه عشق خود را به سر بریده ابراز می‌کند؛ آن را نوازش می‌کند و لب‌های مردهٔ پیامبر را می‌بوسد. هیرودیس وحشت‌زده به سربازان خود دستور می‌دهد: «آن زن را بکشید!». سربازان به جلو می‌تازند و سالومه را زیر سپر خود له می‌کنند.

## نقش‌ها
| نقش                               | نوع صدا      |
| --------------------------------- | ------------ |
| هیرودیس پادشاه یهودیه             | تنور         |
| هرودیاس، همسرش                    | متزوسوپرانو  |
| سالومه، دخترخوانده و برادرزادهٔ او | سوپرانو      |
| یوحنا                             | باریتون      |
| نارابوت                           | تنور         |
| پیشخدمت هرودیاس                   | کنترآلتو     |
| یهودی اول                         | تنور         |
| یهودی دوم                         | تنور         |
| یهودی سوم                         | تنور         |
| یهودی چهارم                       | تنور         |
| یهودی پنجم                        | تنور         |
| ناصری اول                         | باس          |
| ناصری دوم                         | تنور         |
| سرباز اول                         | باس          |
| سرباز دوم                         | باس          |
| کاپادوکیه‌ای                       | باس          |
| اسیر                              | سوپرانو/تنور |

## موسیقی

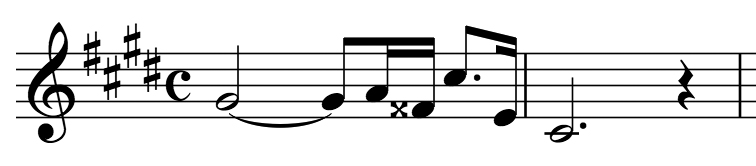
نغمهٔ معرف مربوط به سالومه

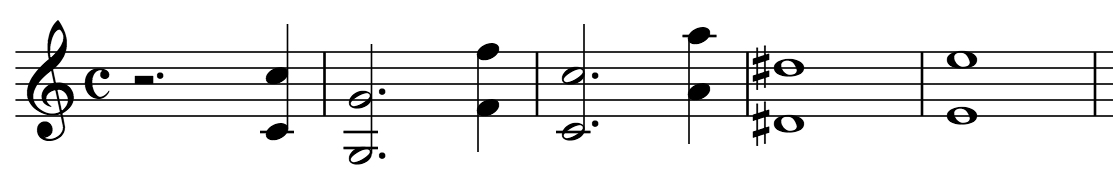
نغمهٔ معرف مربوط به یوحنا

موسیقی اپرای سالومه شامل سیستمی از نغمهٔ معرف یا ملودی‌های کوتاه با معانی نمادین است و در ادامهٔ سنت واگنر نوشته شده که لیبرتو را با بیت و جمله‌های کلاسیک جایگزین کرد. ریشارد اشتراوس با اپرای سالومه به آرزوی واگنر برای رسیدن به صدای زیبا از یک سو و رمانتیسم از سوی دیگر به‌طور بنیادین جامهٔ عمل پوشانده‌است.
شخصیت‌های اجرا، به گفته خود اشتراوس «همه افراد منحرفی هستند و به نظر من، منحرف‌ترین آنها یوحنا است» یا استثنائاً به‌طور نومید کننده‌ای ساده‌لوح همچون نارابوت.
در این اجرای ۹۵ دقیقه‌ای سه نفر می‌میرند؛ نارابوت با خودکشی، یوحنا و سالومه با اعدام. موسیقی نیز به همین ترتیب وحشی می‌شود. میزان ناهماهنگی، حجم ارکستر، و صدای ناهنجار موسیقایی محض همانند اپرای سالومه قبلاً وجود نداشته‌است. سالومه نمونه اولیه اپرای مدرن و دروازهٔ موسیقی جدید است.

## یادداشت
1. ↑  Tanz für mich, Salome